# Truman (película)
Truman es una película dramática hispano-argentina de 2015 coescrita y dirigida por Cesc Gay y protagonizada por Ricardo Darín, Javier Cámara y Dolores Fonzi, producida por K&S Films. 
En 2015, en la edición 63.ª edición del Festival de San Sebastián, la película recibió la Concha de Plata al Mejor actor.

## Sinopsis
La historia se centra en las vivencias que comparten dos amigos de muchos años que se reencuentran cuando uno de ellos (Tomás) visita inesperadamente al otro (Julián). Ambos, mediante el hilo conductor de Truman, el perro de Julián, compartirán momentos emotivos y sorprendentes relacionados con la situación complicada que vive este último.

## Personajes
- Ricardo Darín ... Julián
- Javier Cámara ... Tomás
- Dolores Fonzi ... Paula
- Eduard Fernández ... Luis
- Àlex Brendemühl ... Veterinario
- Pedro Casablanc ... Médico
- José Luis Gómez ... Productor
- Javier Gutiérrez ... Asesor funeraria
- Elvira Mínguez ... Gloria
- Oriol Pla ...Nico
- Nathalie Poza ... Mujer 2
- Àgata Roca ... Mujer 1
- Susi Sánchez ... Mujer Adopción
- Francesc Orella ... Actor Restaurante
- Ana Gracia ... Actriz Restaurante
- Silvia Abascal ... Mónica

## Producción y rodaje
Truman se filmó en la ciudad de Madrid. Dicha urbe toma un papel relevante en el filme.

## Recepción
La película fue recibida con grandes elogios. Carlos Boyero, en su crítica de El País, resalta que «aunque lo que narra es trágico, el director no renuncia a provocarnos la sonrisa, al tono agridulce, a momentos de comedia, al humor cáustico. Su forma de contar la historia es precisa, sugerente, elegante, sutil y compleja». En Fotogramas, la califican como «una película amable, que encantará al público por evitar inteligentemente el dramón, y apostar por la emoción y  la ternura». Luis Bonet, de La Vanguardia, afirma que «Truman parecía tener abierta la puertas al drama lacrimógeno, pero sus inteligentes toques de comedia convierten la risa en un detonante de sentimientos ocultos».
En el extranjero, también recibió críticas positivas. Indiwire afirmó que «gracias a su enfoque adulto y honesto en un tema tan sombrío y la enorme química entre sus dos protagonistas, 'Truman' están a pasos agigantados de las recientes películas americanas que convierten un asunto serio como el cáncer en algo intolerablemente extravagante». Jonathan Holland, para The Hollywood Reporter, 'Truman' es «una entrañable película sobre el morir, gratificantemente sobria».
Gran parte de la crítica alaba también las interpretaciones de ambos protagonistas. Boyero describió la interpretación de Darín como «un recital inolvidable». Beatriz Martínez, de El Periódico, constata que «Ricardo Darín y Javier Cámara bordan su trabajo en una película sutil y alejada del sentimentalismo fácil». Oti Rodríguez resalta a Darín como «el espectáculo en sí mismo en el despliegue de verbo, de gesto, carisma, humor, sarcasmo, emoción» y Cámara «componiendo su sutilísimo y gran personaje, sin verbo y sin apenas gesto y carisma». El personaje de Dolores Fonzi también es recibida positivamente. The Hollywood Reporter la califica de «un buen trabajo como la hermana frustrada y protectora de su hermano Julián».

## Palmarés (premios)
63.ª edición Festival Internacional de Cine de San Sebastián
| Categoría                      | Nominados                   | Resultado |
| ------------------------------ | --------------------------- | --------- |
| Concha de Plata al mejor actor | Ricardo Darín Javier Cámara | Ganadores |
| Premio FEROZ Zinemaldia        | Premio FEROZ Zinemaldia     | Ganadora  |

30.ª edición de los Premios Goya
| Categoría                                   | Nominados             | Resultado |
| ------------------------------------------- | --------------------- | --------- |
| Mejor película                              | Mejor película        | Ganador   |
| Mejor dirección                             | Cesc Gay              | Ganador   |
| Mejor interpretación masculina protagonista | Ricardo Darín         | Ganador   |
| Mejor interpretación masculina de reparto   | Javier Cámara         | Ganador   |
| Mejor guion original                        | Cesc Gay Tomás Aragay | Ganadores |
| Mejor montaje                               | Pablo Barbieri        | Nominado  |

3.ª edición de los Premios Feroz
| Categoría                | Persona                  | Resultado |
| ------------------------ | ------------------------ | --------- |
| Mejor película dramática | Mejor película dramática | Nominada  |
| Mejor dirección          | Cesc Gay                 | Nominada  |
| Mejor actor protagonista | Ricardo Darín            | Ganador   |
| Mejor actor protagonista | Javier Cámara            | Nominado  |
| Mejor actriz de reparto  | Dolores Fonzi            | Nominada  |
| Mejor guion              | Cesc Gay Tomás Aragay    | Ganadores |

21.ª edición Premio Cinematográfico José María Forqué
| Categoría                      | Nominados      | Resultado |
| ------------------------------ | -------------- | --------- |
| Mejor película                 | Mejor película | Ganadora  |
| Mejor interpretación masculina | Ricardo Darín  | Ganador   |
| Mejor interpretación masculina | Javier Cámara  | Nominado  |

71.ª edición de las Medallas del Círculo de Escritores Cinematográficos
| Categoría              | Nominados             | Resultado |
| ---------------------- | --------------------- | --------- |
| Mejor película         | Mejor película        | Ganadora  |
| Mejor dirección        | Cesc Gay              | Ganador   |
| Mejor actor            | Ricardo Darín         | Ganador   |
| Mejor actor secundario | Javier Cámara         | Ganador   |
| Mejor guion original   | Cesc Gay Tomás Aragay | Ganadores |

Premios Fotogramas de Plata
| Categoría                                  | Nominados                                  | Resultado |
| ------------------------------------------ | ------------------------------------------ | --------- |
| Mejor película española                    | Mejor película española                    | Ganadora  |
| Mejor película española según los lectores | Mejor película española según los lectores | Nominada  |
| Mejor actor de cine                        | Javier Cámara                              | Nominado  |

60 edición de los Premios Sant Jordi de Cinematografía
| Categoría                                       | Nominados                                       | Resultado |
| ----------------------------------------------- | ----------------------------------------------- | --------- |
| Rosa de Sant Jordi a la mejor película española | Rosa de Sant Jordi a la mejor película española | Ganadora  |

8.ª edición de los Premios Gaudí
| Categoría                            | Nominados                            | Resultado |
| ------------------------------------ | ------------------------------------ | --------- |
| Mejor película en lengua no catalana | Mejor película en lengua no catalana | Ganadora  |
| Mejor dirección                      | Cesc Gay                             | Ganador   |
| Mejor protagonista masculino         | Ricardo Darín                        | Ganador   |
| Mejor actor secundario               | Javier Cámara                        | Ganador   |
| Mejor actriz secundaria              | Dolores Fonzi                        | Ganadora  |
| Mejor guion                          | Cesc Gay Tomás Aragay                | Ganadores |
| Mejor dirección de producción        | Isidro Terraza                       | Nominado  |
| Mejor dirección artística            | Irene Montcada                       | Nominada  |
| Mejor música original                | Nico Cota                            | Nominado  |
| Mejor fotografía                     | Andreu Rebés                         | Nominado  |
| Mejor sonido                         | Jesica Suárez Albert Gay             | Nominados |

Premios Platino
La 3.ª edición de los Premios Platino tuvo lugar el 24 de julio de 2016.
| Año  | Categoría                      | Candidato(s)  | Resultado |
| ---- | ------------------------------ | ------------- | --------- |
| 2016 | Mejor Película Iberoamericana  | Truman        | Nominado  |
| 2016 | Mejor Director                 | Cesc Gay      | Nominado  |
| 2016 | Mejor Interpretación Masculina | Ricardo Darín | Nominado  |
| 2016 | Mejor Interpretación Masculina | Javier Cámara | Nominado  |
| 2016 | Mejor Guion                    | Cesc Gay      | Nominado  |

- El Premio Borau-RAE, en su segunda edición, correspondiente a 2016, fue concedido al guion de la película Truman, escrito por su director, Cesc Gay, y Tomás Aragay.

## Remake
Las tomas de un remake italiano producto por Medusa Film y Baires Produzioni, entitulado "Domani è un altro giorno" (lit. "Mañana es un otro dìa"), encomenzaron el 10 de septiembre de 2018. La película fue filmada en Barcelona y en Roma, y salió el 28 de febrero de 2019. Valerio Mastandrea y Marco Giallini interpretan a los protagonistas, respectivamente Tommaso y Giuliano.